# 三溪圩戰鬥
三溪圩戰鬥發生於1934年3月7－16日，地點則是在中國江西南丰县。是第一次国共内战主要戰鬥之一。該戰鬥交戰一方為中華民國國民革命軍，另一方則為中國共產黨所領導之中國工農紅軍。戰鬥末了，雙方僵持互有嚴重傷亡。